# The Adverts
The Adverts — британская группа первой волны панк-рока, образовавшаяся в Девоне в 1976 году и распавшаяся 4 года спустя. The Adverts вошли в историю прежде всего благодаря хит-синглу «Gary Gilmour’s Eyes» и дебютному альбому Crossing The Red Sea With The Adverts, который многие критики называли впоследствии в числе лучших панк-релизов. Кроме того, Гэй Адверт (настоящее имя — Гэй Балсден, англ. Gaye Balsden) считалась одно время секс-символом ранней панк-сцены The Virgin Encyclopedia of 70s Music называет её «первой женщиной-звездой панк-рока».

## История группы
Свой первый концерт группа дала 15 января 1977 года в клубе The Roxy, в первом отделении Generation X, после чего почти сразу же, при поддержке Брайана Джеймса из The Damned, получила контракт со Stiff. Дебютный альбом Crossing The Red Sea With The Adverts, вышедший на Anchor Records, некоторыми критиками был объявлен «классическим». Успех имели и два сингла, в него включённые: автобиографический «One Chord Wonders» (Adverts приступили к концертам сразу же после того, как гитарист её овладел единственным аккордом) и трагикомический «Gary Gilmour’s Eyes» — об убийце, который вошел в историю как первый преступник, казненный в Америке за почти 10 лет, а в завещании выразивший желание, чтобы его глаза были использованы для научных исследований.

Однако второй альбом, Cast of Thousands, в котором The Adverts при участии продюсера Тома Ньюмана и клавишника Тима Кросса, известных по сотрудничеству с Майком Олдфилдом, попыталась создать свой вариант андеграундного прото-синтпопа, встретил полное непонимание фанов и критиков.

Crossing The Red Sea With The Adverts можно смело поставить в один ряд с дебютными пластинками Clash и Sex Pistols: альбом, в котором Аdverts, похоже, заняты одной только мыслью — выговориться поскорее, — идеально воплощает в себе дух времени. Насколько дебют полон жизненной энергии, настолько же второй альбом «Cast Of Thousands» вял и бессилен. Муза не просто покинула Смита, она унеслась от него со всех ног. — «New Music»/Trouser Press, 1986 год
Лишь спустя 19 лет, когда альбом был перевыпущен на CD, музыкальная критика с запозданием признала в нём и художественную ценность и пророческий элемент: группа года на три опередила своё время.
После распада Ти Ви Смит (англ. TV Smith, настоящее имя Тим Смит) образовал TV Smith Explorers, затем Cheap; с 1991 года по сей день он выступает соло.
В 1998 году Смит перевыпустил оба альбома на CD, дополнив дебютный двумя заново записанными версиями ранних синглов: «Gary Gilmore’s Eyes» и «New Day Dawning». В 2002 году так называемое «окончательное издание» первого альбома содержало уже четырнадцать дополнительных треков.

## Участники группы
- Ти Ви Смит (англ. TV Smith, настоящее имя Timothy Smith) - вокал (1976-1979)
- Гэй Адверт (англ. Gaye Advert, настоящее имя — Gaye Balsden) - бас-гитара (1976-1979)
- Лори Драйвер (англ. Laurie Driver, настоящее имя — Laurie Muscat) - ударные (1976-1978)
- Джон Тоу (англ. John Towe) - ударные (1978)
- Род Лэттер (англ. Rod Latter) - ударные (1978-1979)
- Рик Мартинес (англ. Rick Martinez) - ударные (1979)
- Ховард Пикап (англ. Howard Pickup, настоящее имя — Howard Boak) - гитара (1976-1978)
- Пол Мартинес (англ. Paul Martinez) - гитара (1979)
- Тим Кросс (англ. Tim Cross, настоящее имя — Timothy Kjell Cross) - клавишные (1978-1979)

## Дискография

### Студийные альбомы
- Crossing The Red Sea With The Adverts — 1978 (#38 в Великобритании)
- Cast of Thousands — 1979

### Мини-альбомы
- The Peel Sessions — 1987 (Записан 25 апреля 1977 г.)

### Концертные альбомы
- Live At The Roxy — 1990
- Live and Loud !! — 1992

### Сборники
- The Wonders Don’t Care: The Complete Radio Recordings — 1997
- The Punk Singles Collection — 1997
- The Best of The Adverts — 1998
- Anthology — 2003

### Синглы
- One Chord Wonders / Quickstep — 1977
- Gary Gilmore's Eyes / Bored Teenagers — 1977 (#18 в Великобритании)
- Safety in Numbers / We Who Wait — 1977
- No Time to Be 21 / New Day Dawning — 1978 (#34 в Великобритании)
- Television's Over / Back from the Dead — 1978
- My Place / New Church — 1979
- Cast of Thousands / I Will Walk You Home — 1979